# Dans la lumière (roman)
Pour l’article homonyme, voir Dans la lumière (homonymie).
Dans la lumière (Flight Behavior) est un roman de Barbara Kingsolver paru en 2012 et traduit en 2013. C'est son septième roman et il traite notamment des questions de la pauvreté et du dérèglement climatique,,.
Best-seller du New York Times, il a été nommé « Meilleur livre de l'année » par le Washington Post et USA Today.

## Résumé
Dellarobia Turnbow est une femme au foyer malheureuse de 28 ans qui vit avec sa famille pauvre dans une ferme rurale du Tennessee. Lors d'une promenade, au cours de laquelle elle prévoit de rencontrer un homme pour commencer une liaison avec lui, l'héroïne découvre que la vallée derrière leur maison est couverte de millions de papillons monarques.
Alors que la nouvelle de sa découverte se répand, elle reçoit la visite d'Ovid Byron, un professeur d'université qui étudie les monarques. Il prévient que, malgré leur beauté, ces papillons sont un symptôme inquiétant du dérèglement climatique, déplacés de leur lieu d'hivernage typique au Mexique, et qu'ils ne survivront peut-être pas à l'hiver rigoureux du Tennessee.